# G.729A
G.729А, он же G.729 Annex A — алгоритм сжатия звука преимущественно для передачи голоса. За счёт отказа от операций с плавающей запятой алгоритм работает быстрее, чем G.729, однако при этом незначительно ухудшается качество декодированных аудиоданных.

## Разработка
Кодек был разработан консорциумом компаний и организаций в составе: France Telecom, Mitsubishi Electric Corporation, Nippon Telegraph & Telephone Corporation (NTT), и Université de Sherbrooke.
Правом на интеллектуальную собственность для этого кодека обладает SIPRO (https://web.archive.org/web/20121225140523/http://www.sipro.com/).

## Особенности
- Частота семплирования 8 кГц/16-бит (80 семплов в 10-миллисекундном фрейме);
- Фиксированный битрейт (8 кбит/сек 10-миллисекундные фреймы);
- Фиксированный размер фрейма (10 байт для 10-миллисекундного фрейма);
- Алгоритмическая задержка 15 мс на фрейм, с 5-миллисекундной предварительной задержкой;
- G.729А является гибридным голосовым кодеком, использующим Algebraic Code Excited Linear Prediction (ACELP);
- Сложность алгоритма оценивается в 15, используя относительную оценочную шкалу, где G.711 равен 1 и G.723.1 равен 25;
- G.729 Annex B определяет дополнительно 2 байта для фрейма индикатора тишины (Silence Insertion Descriptor — SID) для генерирования комфортного шума (Comfort Noise Generation);
- Условно-объективная оценка MOS по методу экспертных оценок, протестированная в идеальных условиях, даёт результат 4,04 для G.729А, по сравнению с 4,45 для G.711 μ-law;
- Условно-объективная оценка MOS по методу экспертных оценок, протестированная в перегруженной сетевой среде, даёт результат 3.51 для G.729А, по сравнению с 4.13 для G.711 μ-law.